# LGBTの家族と友人をつなぐ会
LGBTの家族と友人をつなぐ会（LGBTのかぞくとゆうじんをつなぐかい）は、LGBT（レズビアン・ゲイ・バイセクシャル・トランスジェンダー）をはじめとする性的少数者の家族・友人から構成されるNPO法人である。本人のカミングアウトを受けて悩み、戸惑う周囲の人々のよりどころとなることを目指している。

## 概要
2006年4月に発足した。神戸市内に在住する、ゲイの息子を持つ女性が、レズビアンであることをカミングアウトした大阪府議・尾辻かな子の著作を読み、彼女と連絡を取るなかで、彼女の母親である尾辻孝子と、「性的少数者自身は仲間を見つけることもできるが、親や友人が同じ立場の仲間を見つけることは難しい」という意識を共有したことが設立のきっかけとなった。性的少数者が自らの性的指向を家族に打ち明けないことは多く、また、打ち明けた場合にも家族が事実を受け入れられず、双方が苦しむ場合は多い。こうした家族の交流や相談などに取り組むことが、同団体の目的である。性的少数者の団体は各地にあるが、家族による団体は全国的にも珍しいものであった。月に1度のペースでミーティングを開くほか、講演会の開催やパレードへの参加などをおこない、2007年10月27日にNPO認定を受けた。2010年には神戸市と協力し、セクシュアリティについて解説した冊子を作成し、市内の中高生に配布した。